# Sierra de Guadalupe
Pour l’article homonyme, voir Sierra de Guadalupe (Espagne).
Ne doit pas être confondu avec Montagnes Guadalupe.
La sierra de Guadalupe est une petite chaîne de montagnes peu élevées située dans le centre du Mexique.

## Géographie

La vallée de Mexico en 1519 ; la sierra de Guadalupe est située au centre gauche de l'image.

La sierra de Guadalupe fait partie de la cordillère Néovolcanique ou sierra Nevada qui traverse le centre du pays. La sierra de Guadalupe était autrefois bordée à l'est par le lac Texcoco mais celui-ci a été asséché dans sa quasi-totalité. Elle forme la limite septentrionale de la vallée de Mexico. Elle a la forme d'un « U » inversé et marque la frontière entre l'État de Mexico et le district fédéral (la ville de Mexico). Elle tire son nom de Notre-Dame de Guadalupe, la vierge étant apparue à l'indigène Juan Diego Cuauhtlatoatzin sur la colline de Tepeyac qui marque l'extrémité sud-orientale de la chaîne.
La chaîne a été fortement déboisée depuis la fin du XIXe siècle du fait de l'expansion de la zone urbaine de la ville de Mexico. Cependant, la partie orientale de la chaîne a été reboisée au moyen d'eucalyptus. Les zones reboisées ont été à la base de la création du parc national El Tepeyac en 1937 dans la partie sud-est de la chaîne. Par la suite, la réserve naturelle de la Sierra de Guadalupe couvrant la partie nord de la chaîne a été créée.
L'arc intérieur (versant sud) de la sierra appartient à la delagación de Gustavo A. Madero du District fédéral de Mexico. L'arc extérieur (versants ouest, nord et est) appartient à l'État de Mexico (municipios de Tlalnepantla de Baz, Cuautitlán Izcalli, Tultitlán de Mariano Escobedo, Coacalco de Berriozábal et Ecatepec de Morelos).
Les sommets de la sierra de Guadalupe sont, d'ouest en est, el Cerro del Sombrero ou el Pico Tres Padres, el Cerro de Gachupines (2 330 m), el Picacho Moctezuma (2 900 m), el Picacho el Fraile, el Picacho El Jaral, el Cerro del Tenayo, el Cerro Petlecatl, el Cerro de la Calavera, el Cerro de las Cruces, el Cerro Gordo, el Cerro Zacatenco (2 500 m), el Cerro del Chiquihuite (2 700 m), el Cerro del Guerrero (2 440 m), el Cerro de Santa Isabel (2 500 m) et el Cerro del Tepeyac (2 270 m).
Les sommets de la sierra de Guadalupe ne dépassent pas 3 000 m d'altitude. La plaine se trouvant à leurs pieds ayant une altitude moyenne de 2 236 m (altitude de l'ancien lac Texcoco) et les plus hauts sommets fermant la vallée de Mexico dépassant nettement les 5 000 mètres d'altitude, la sierra de Guadalupe semble être formée de toutes petites montagnes. Certains sommets sont d'ailleurs appelés cerros (« collines » en espagnol).

## Environnement
La sierra de Guadalupe est très menacée par l'urbanisation. Les espaces protégés (parc national El Tepeyac et réserve naturelle de la Sierra de Guadalupe) et le versant sud (celui appartenant à la delagación de Gustavo A. Madero) ont dû être ceints de clôtures. Sinon des paracaidistas « parachutistes » (habitants illégaux) déboisent et s'installent. Les zones non protégées sont l'objet de nombreuses installations illégales. Le versant occidental du Cerro del Chiquihuite est sous surveillance : un risque de glissement de terrain existe alors qu'environ 10 000 personnes habitent sur ce versant,.

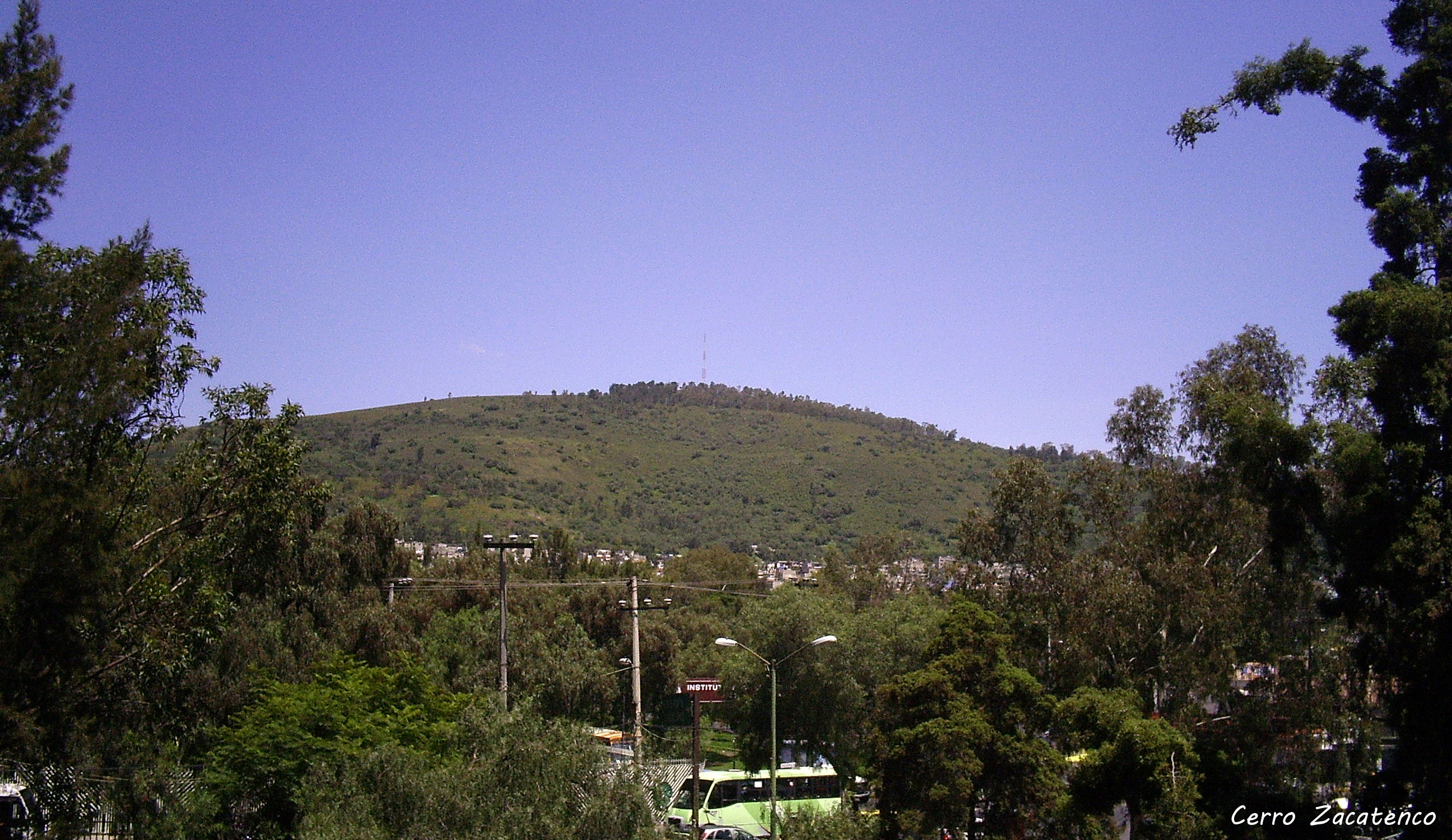
Le Cerro Zacatenco.
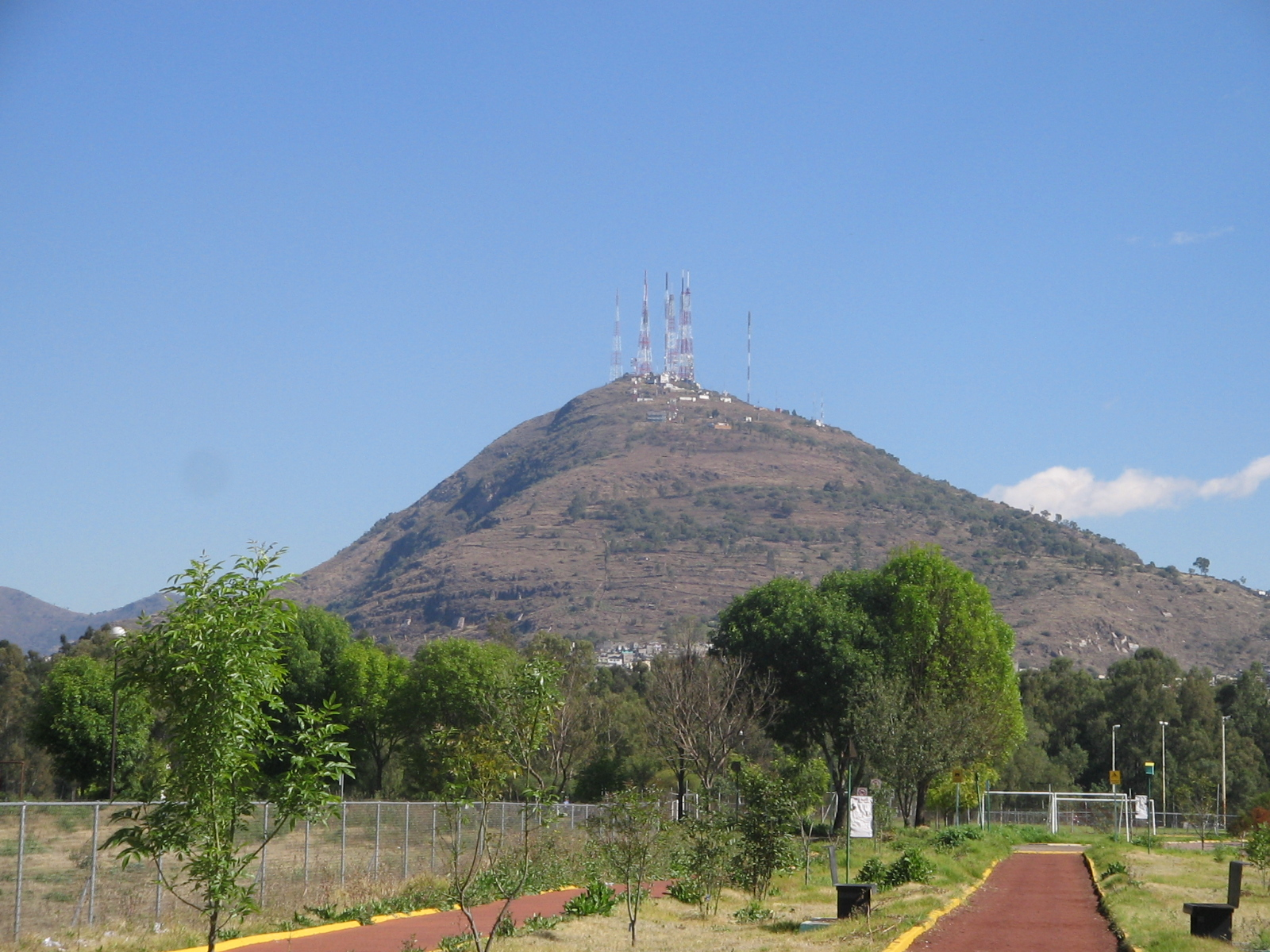
Le Cerro del Chiquihuite vu depuis l'unité professionnelle "Adolfo López Mateos" de l'IPN.
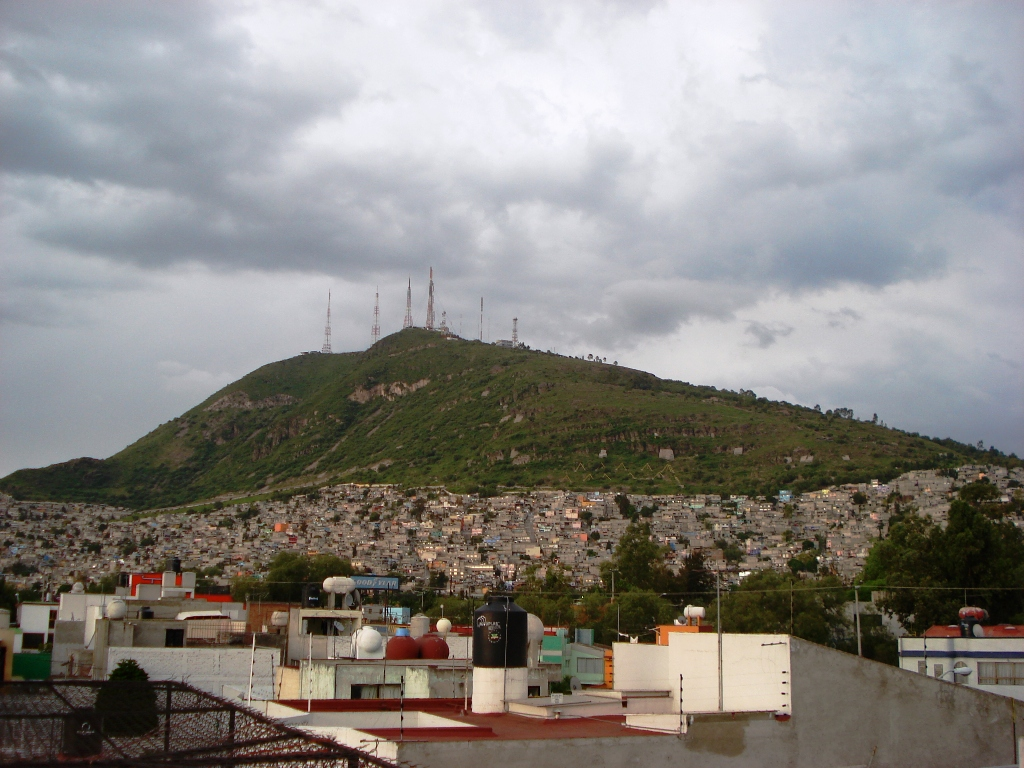
Le Cerro del Chiquihuite cerné par l'urbanisation.
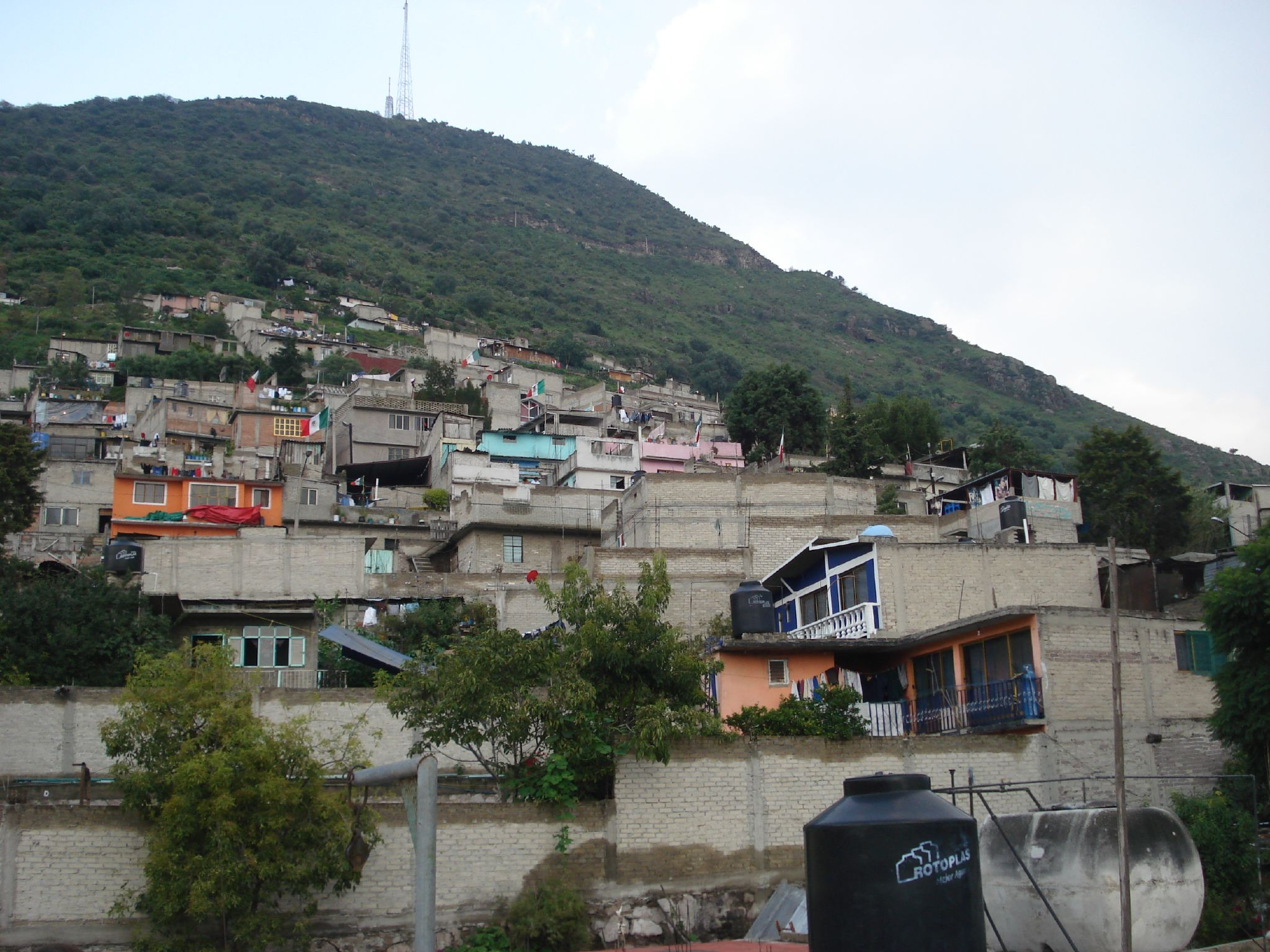
Les paracaidistas à l'assaut du Cerro del Chiquihuite.